# Sommet du G20 de 2018
Le sommet du G20 2018 est le treizième sommet du Groupe des vingt depuis sa création pour les chefs d'État en 2008. Il se tient les 30 novembre et 1er décembre 2018 à Buenos Aires, en Argentine,.
Il s'agit du premier sommet du G20 à être organisé en Amérique du Sud.

## Pays représentés

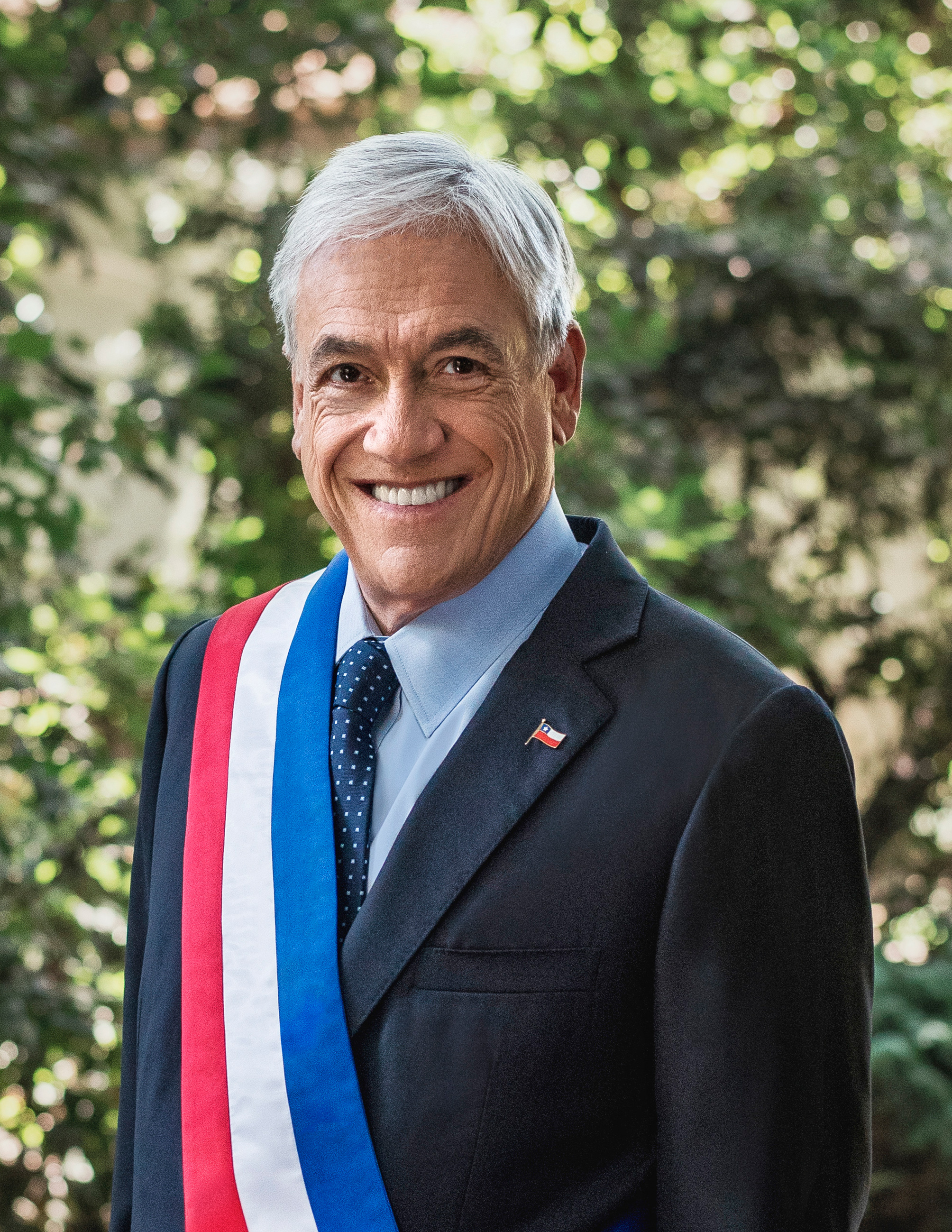
CHL Sebastián Piñera, président
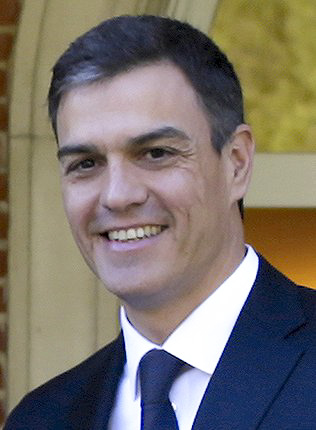
ESP Pedro Sánchez, président du gouvernement
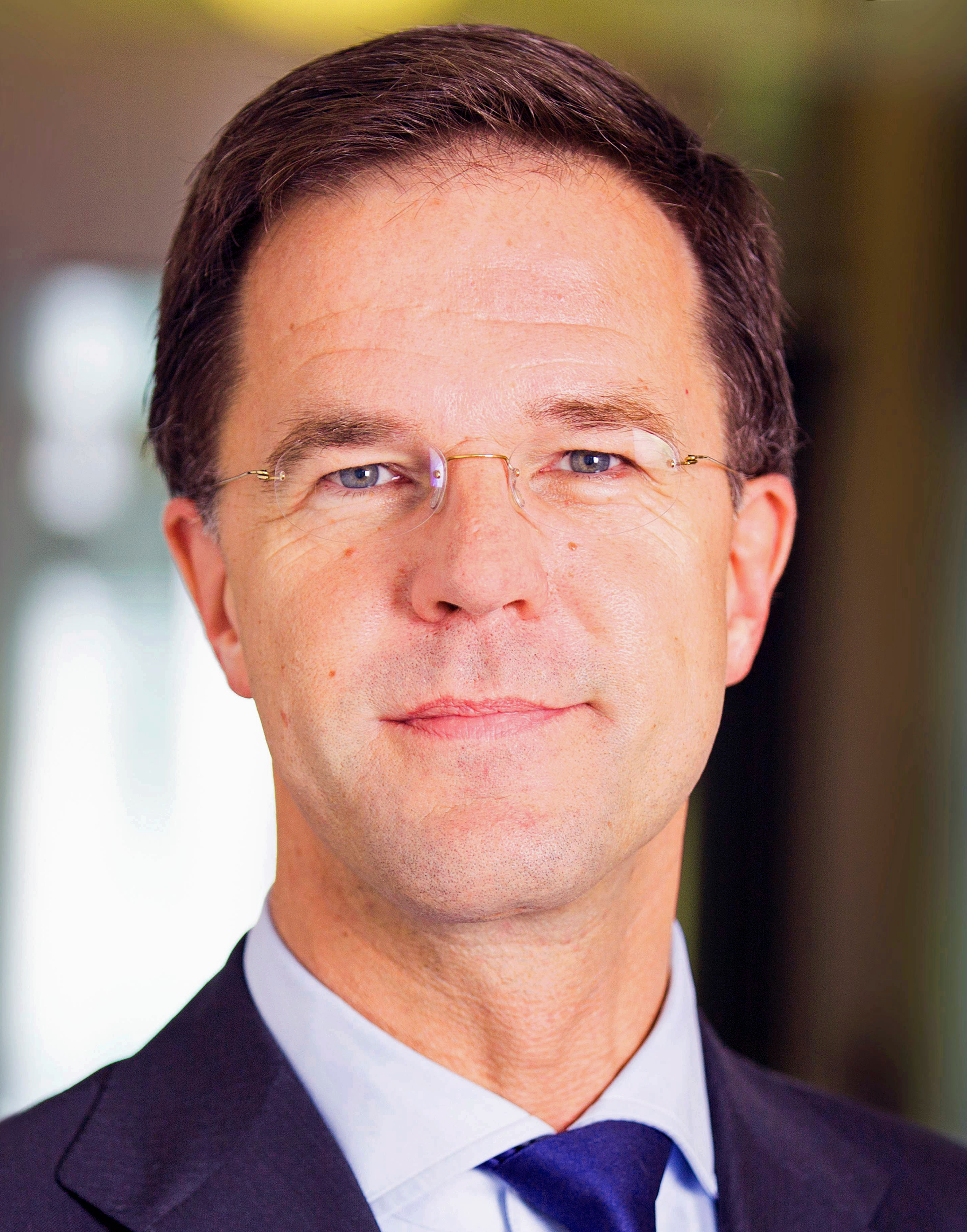
NLD Mark Rutte, Premier ministre

Pays membres

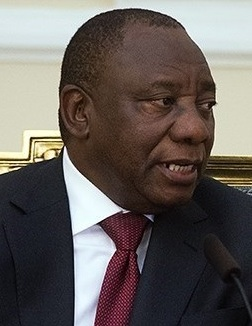
Afrique du Sud Cyril Ramaphosa, président
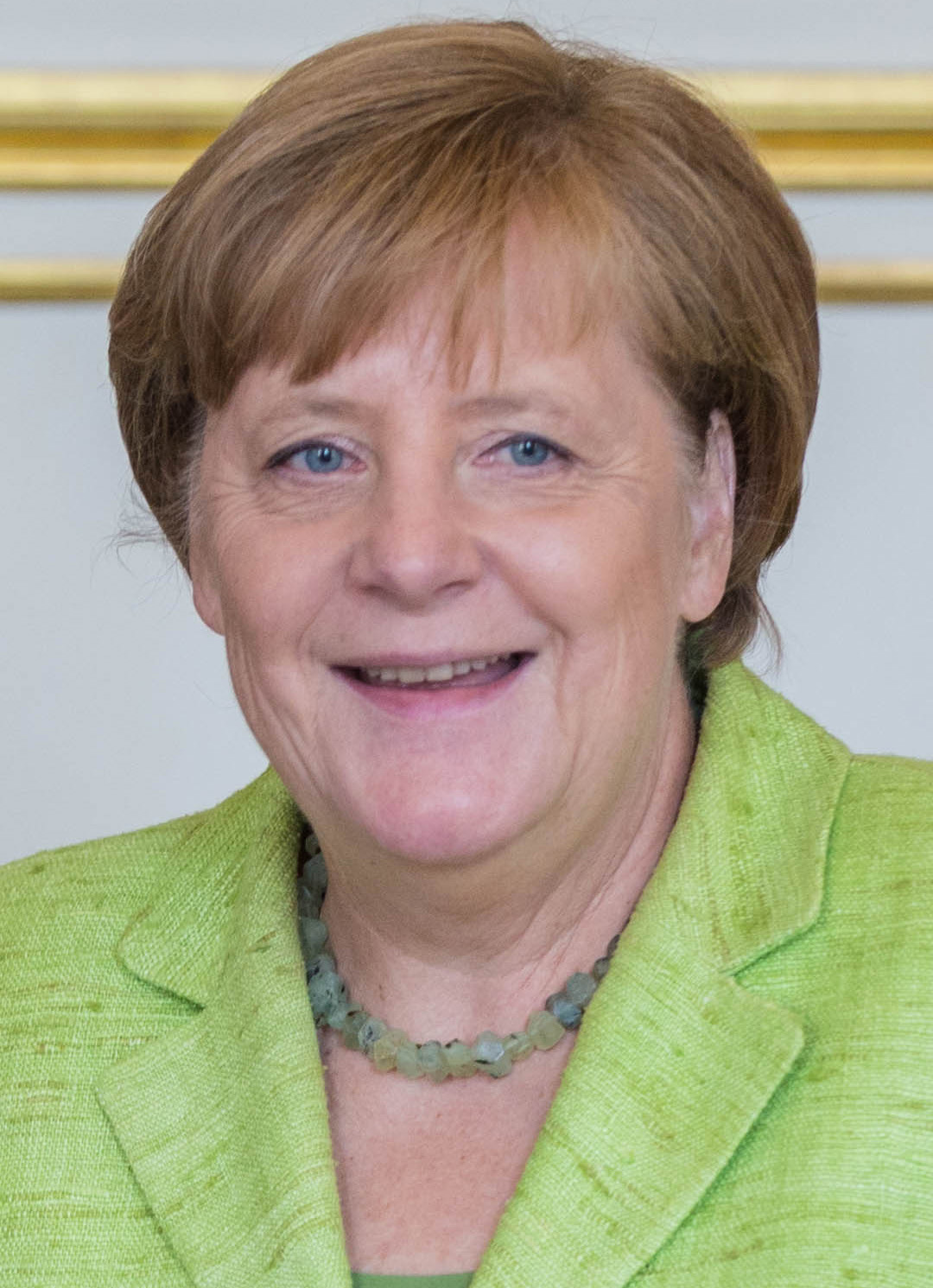
Allemagne Angela Merkel, chancelière fédérale
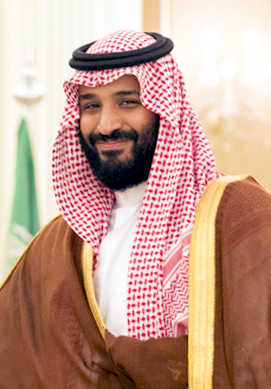
Arabie saoudite Mohammed ben Salmane Al Saoud, prince héritier
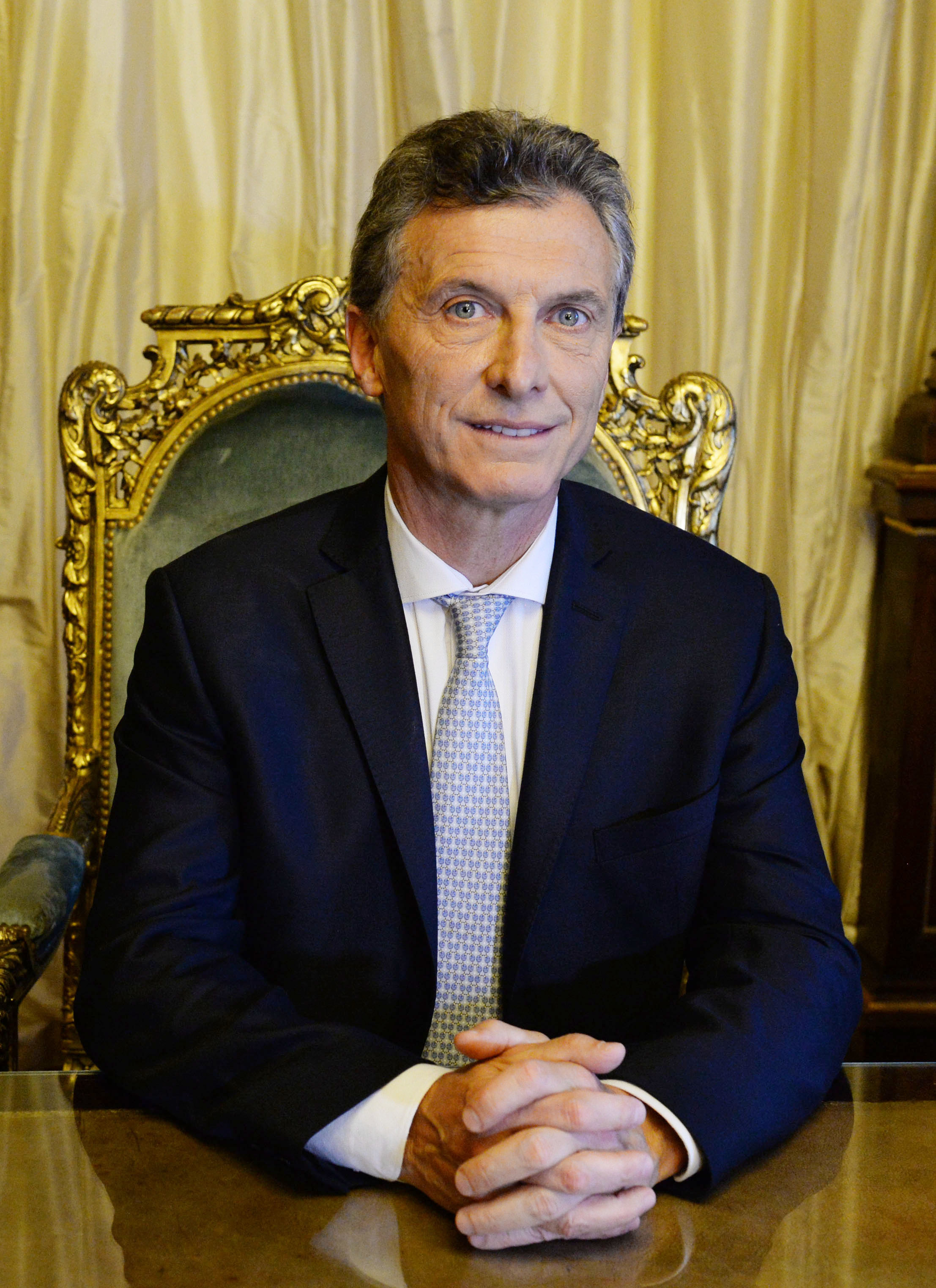
Argentine Mauricio Macri, président (hôte)
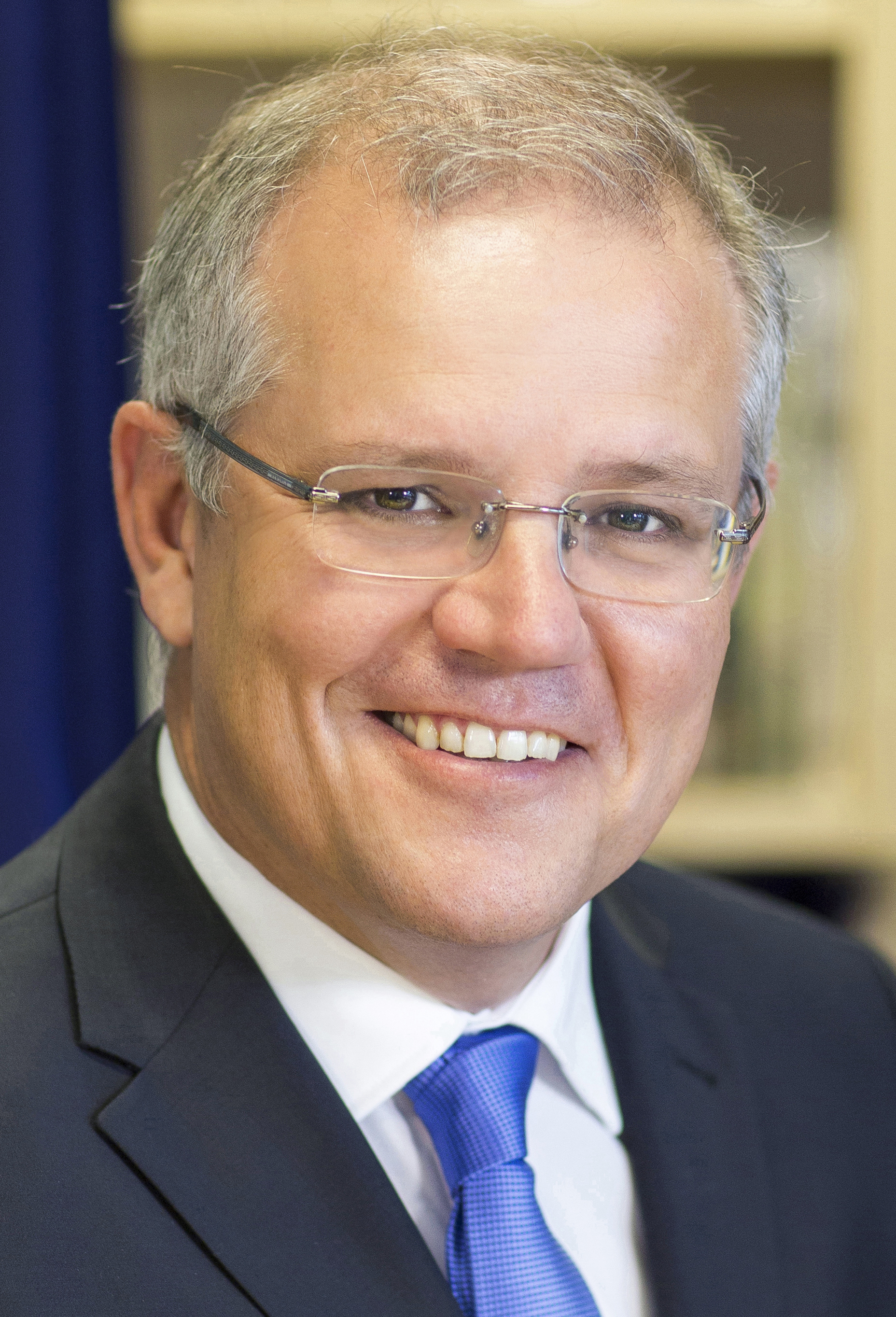
Australie Scott Morrison, Premier ministre
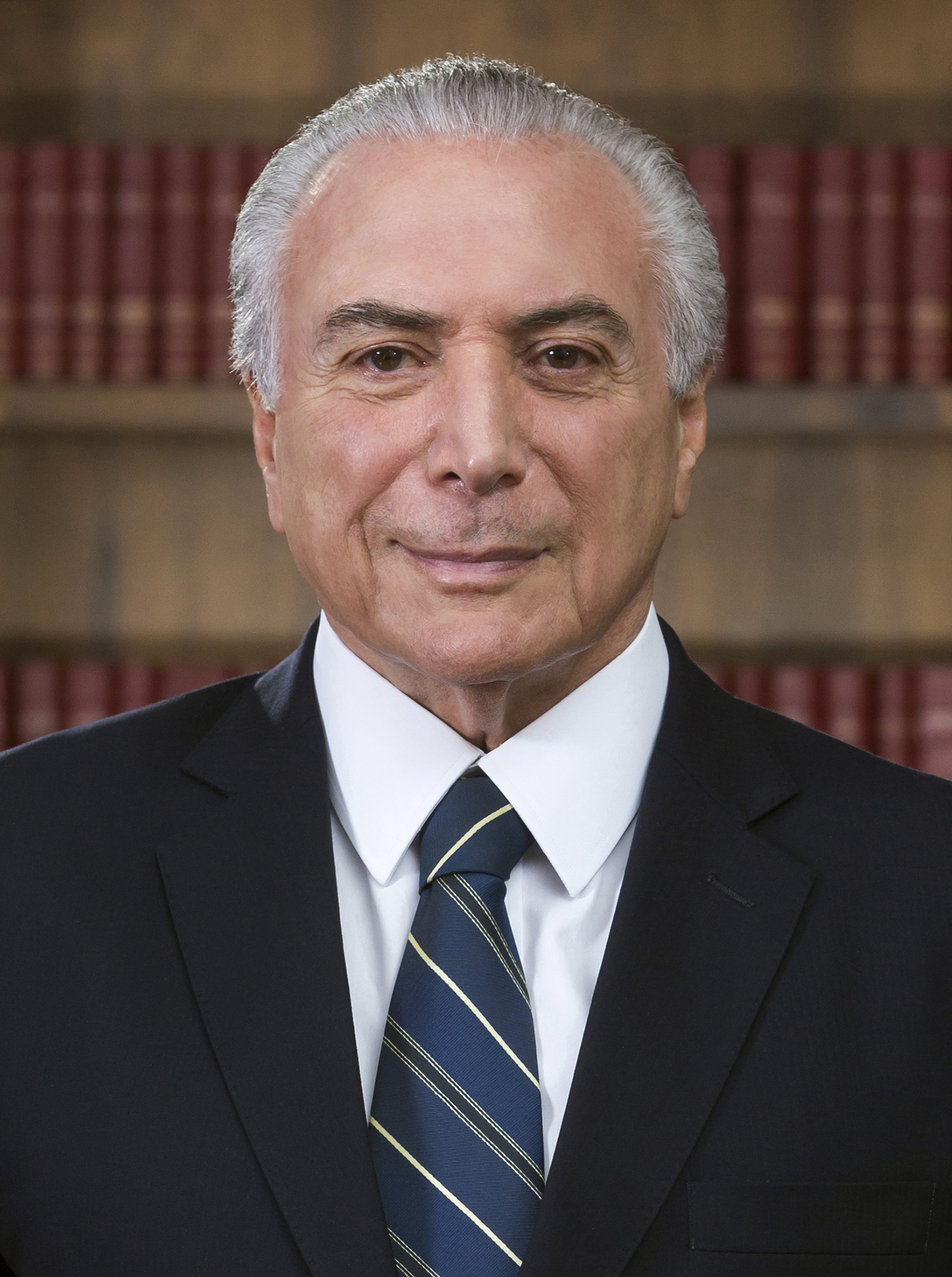
Brésil Michel Temer, président
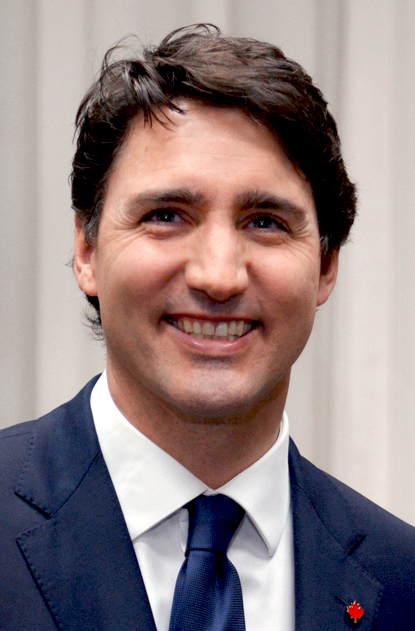
Canada Justin Trudeau, Premier ministre
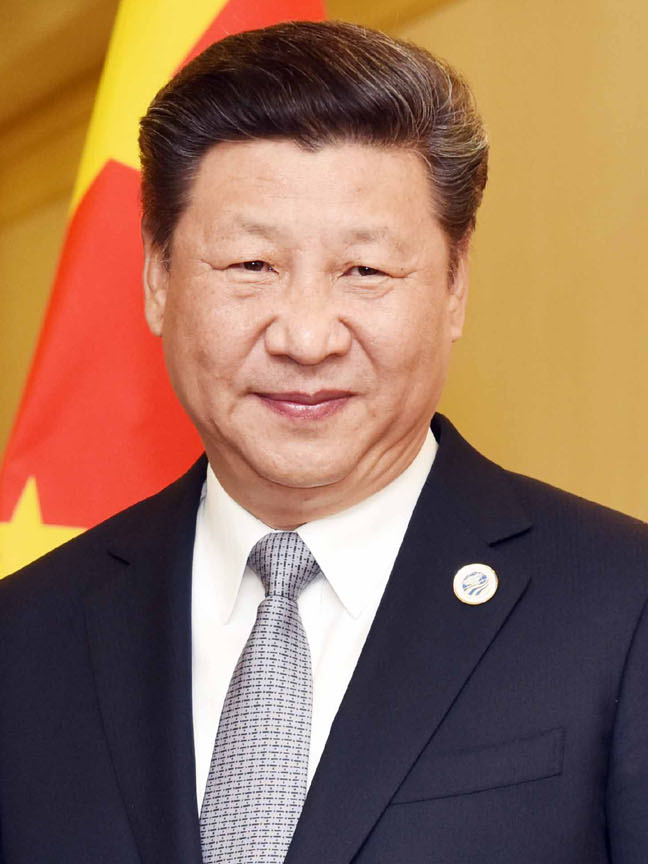
Chine Xi Jinping, président
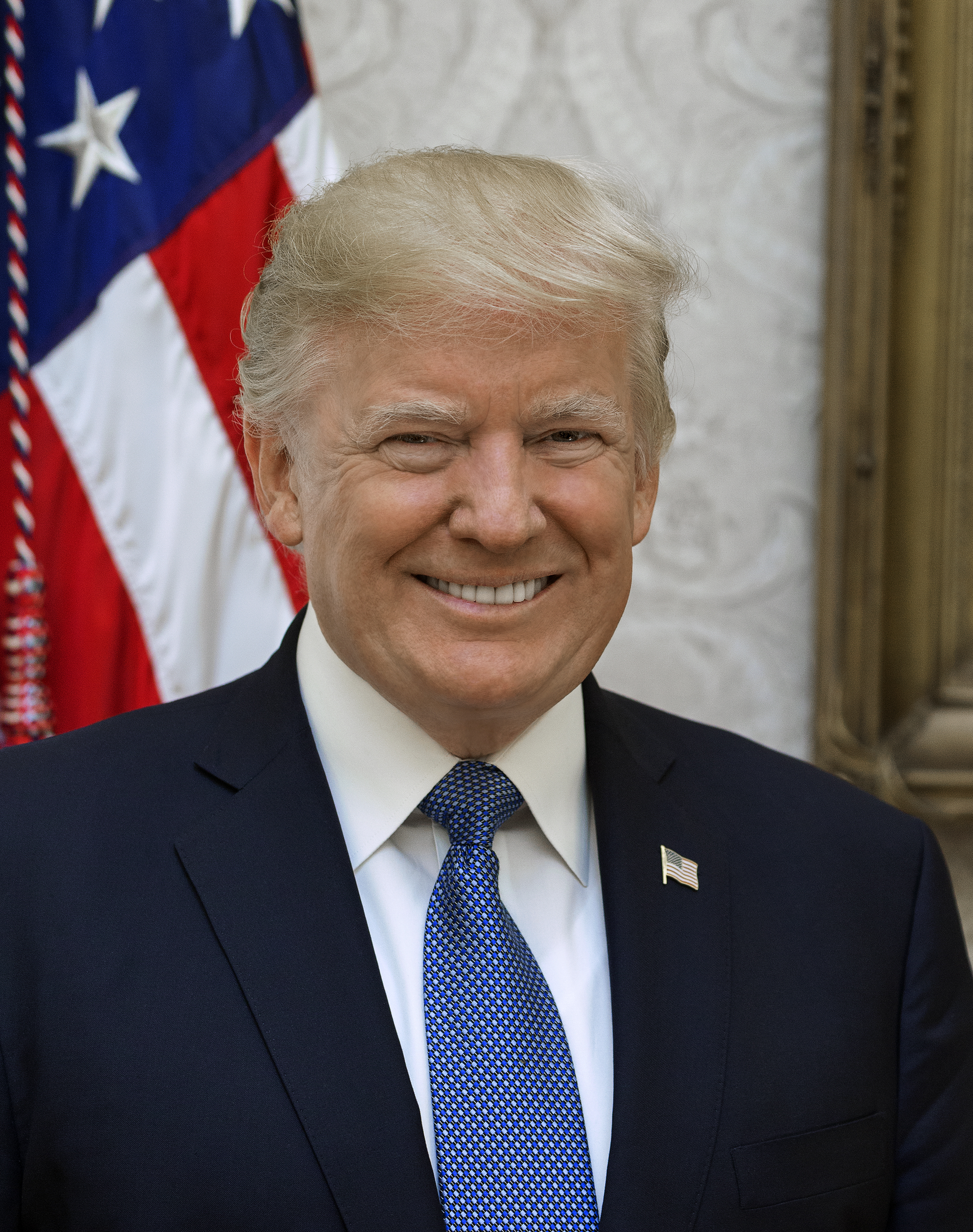
États-Unis Donald Trump, président
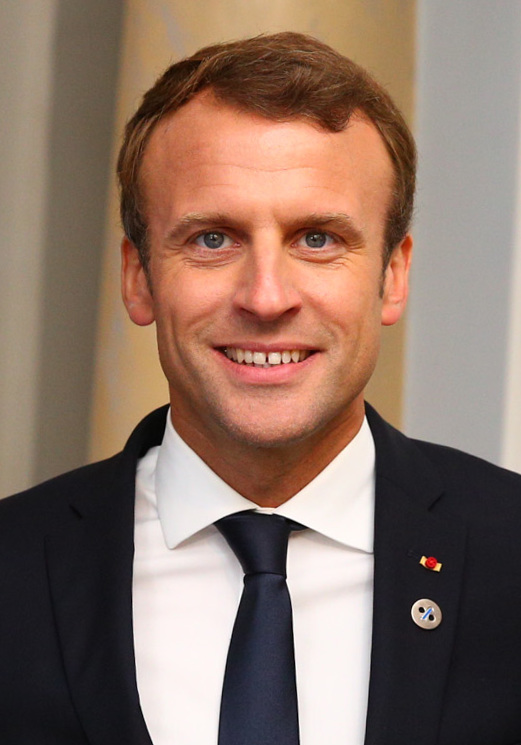
France Emmanuel Macron, président
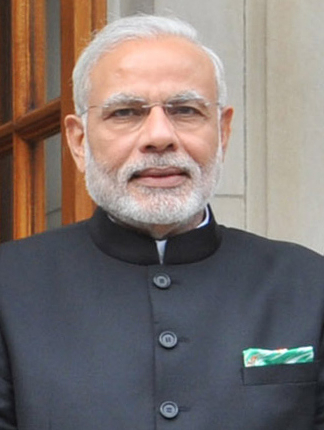
Inde Narendra Modi, Premier ministre
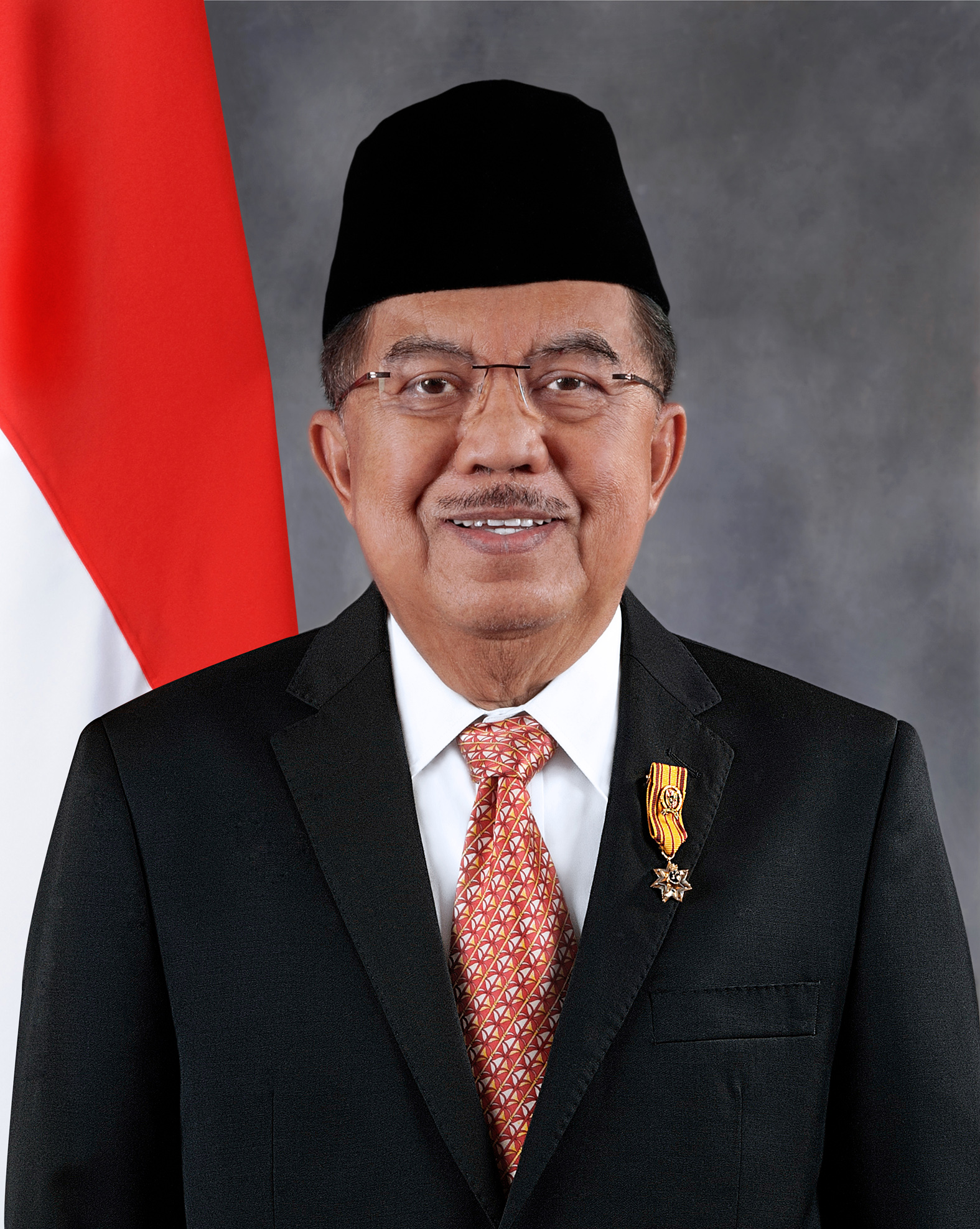
Indonésie Jusuf Kalla, vice-président
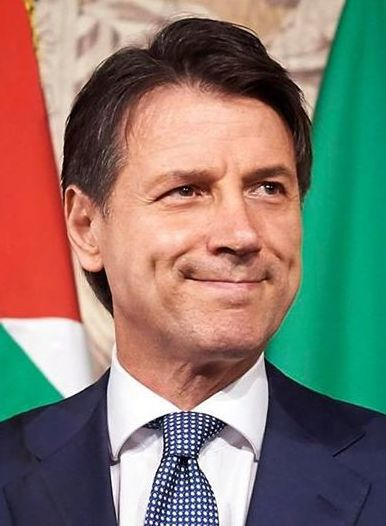
Italie Giuseppe Conte, président du Conseil des ministres
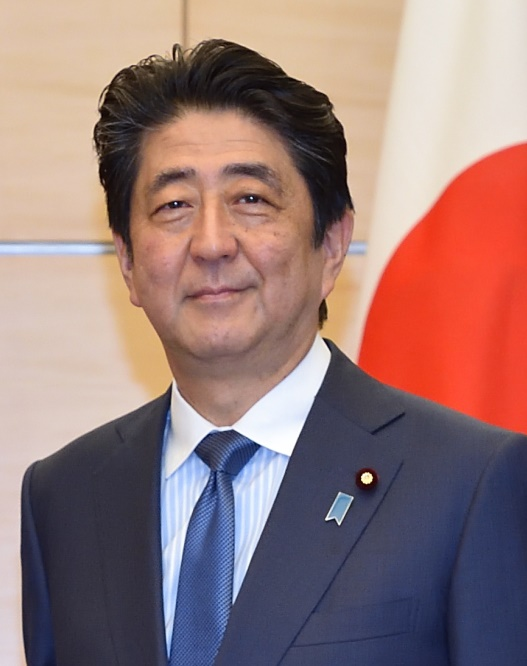
Japon Shinzo Abe, Premier ministre
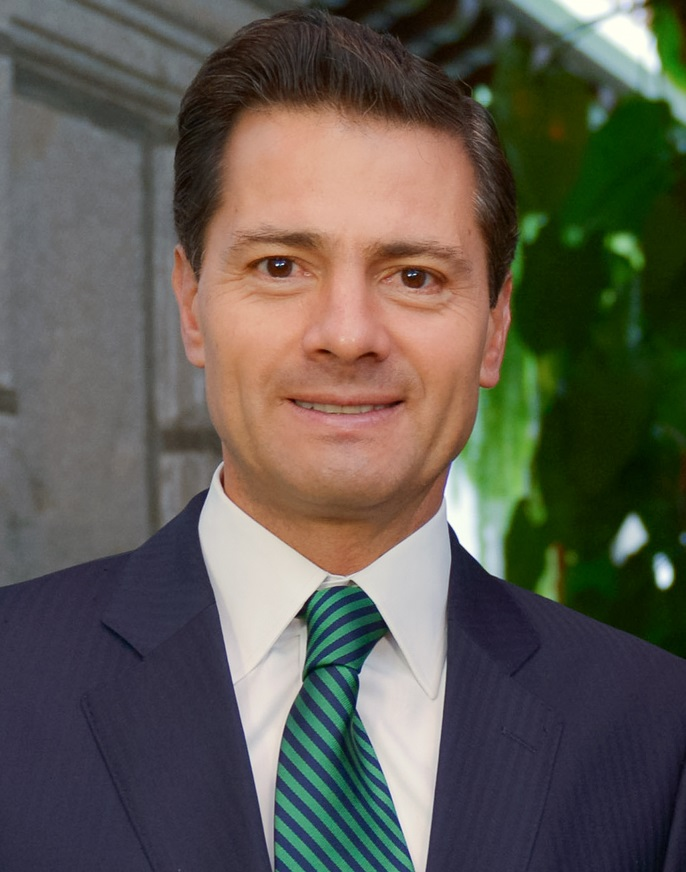
Mexique Enrique Peña Nieto, président
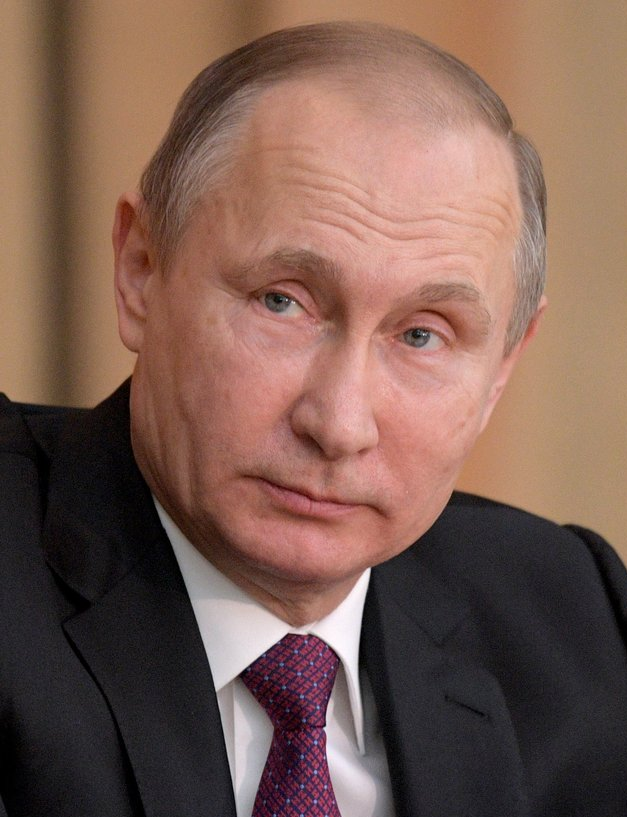
Russie Vladimir Poutine, président
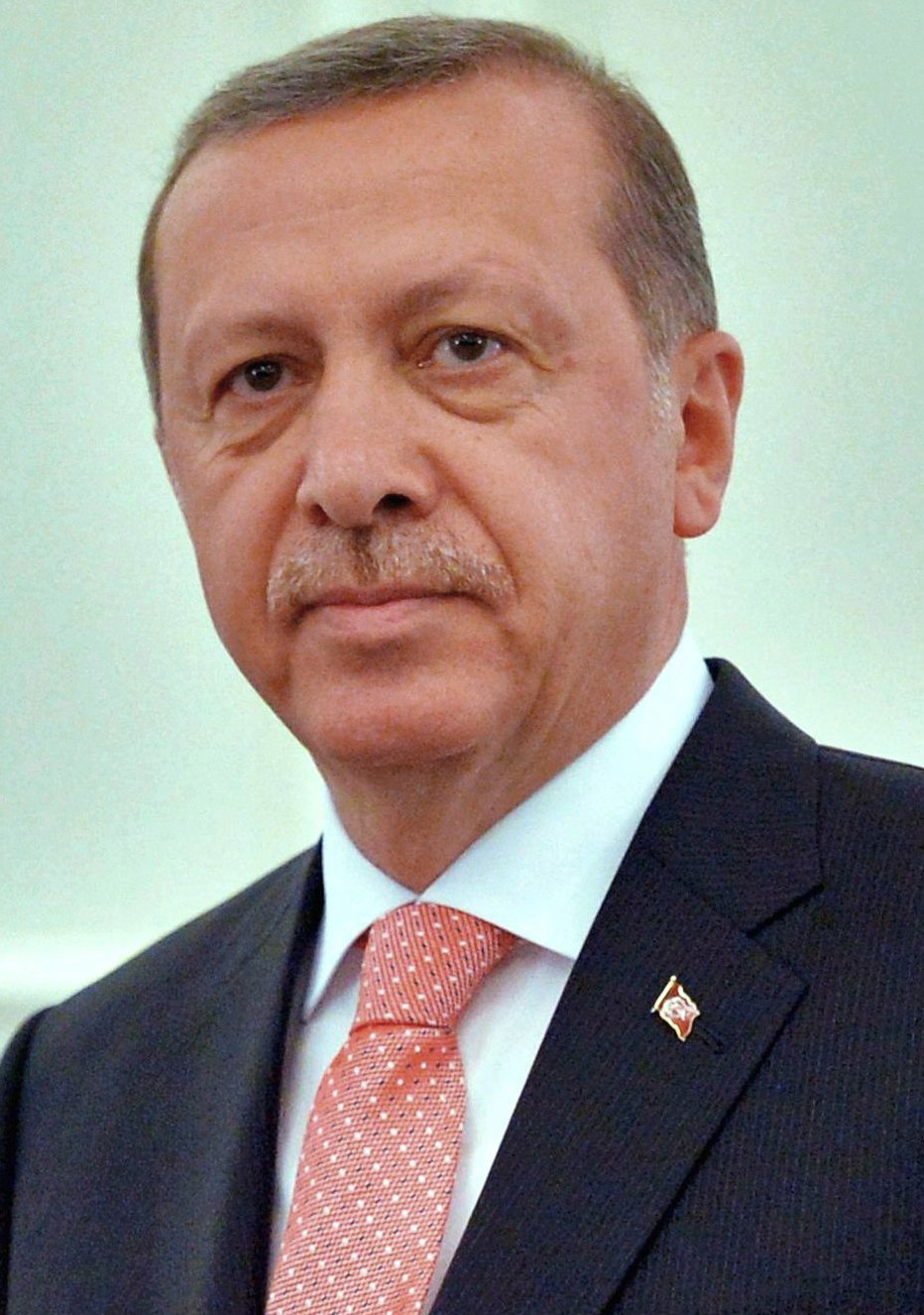
Turquie Recep Tayyip Erdoğan, président

Pays invités
- Chili
Sebastián Piñera, président
- Espagne
Pedro Sánchez, président du gouvernement
- Pays-Bas
Mark Rutte, Premier ministre

Organisations internationales

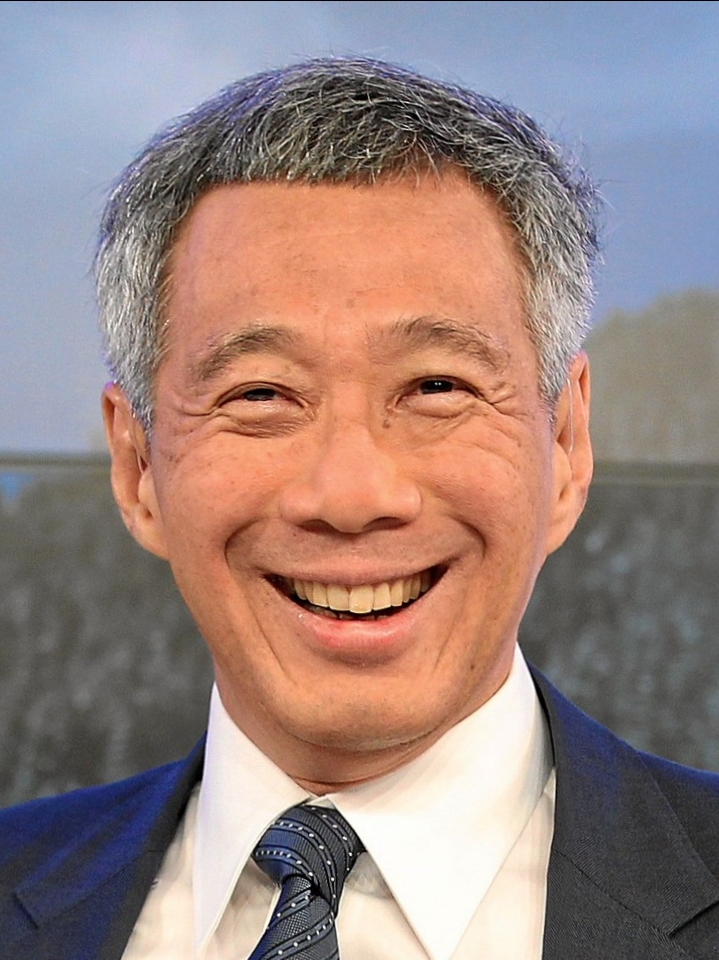
Association des nations de l'Asie du Sud-Est Lee Hsien Loong, Premier ministre de Singapour Président de l'ANASE
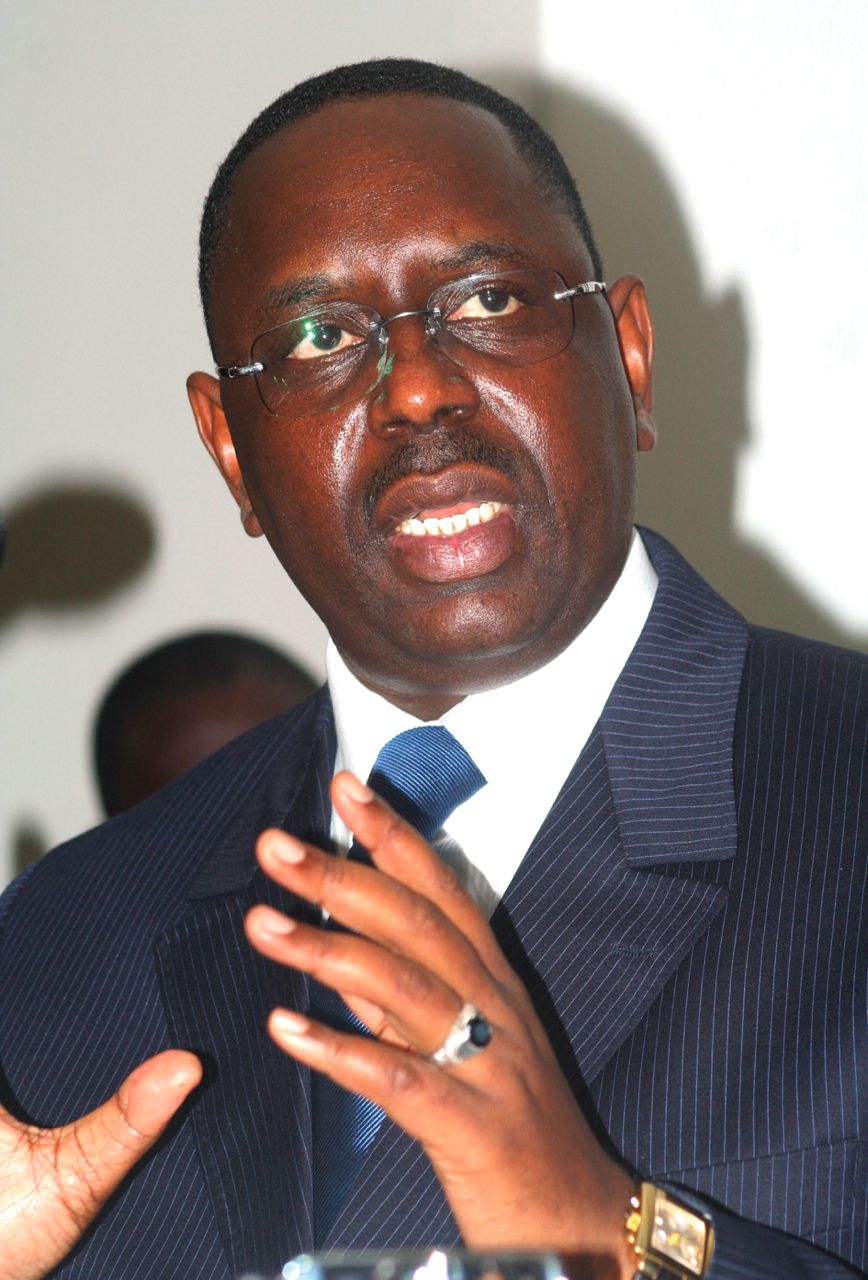
Nouveau partenariat pour le développement de l'Afrique Macky Sall, président du Sénégal
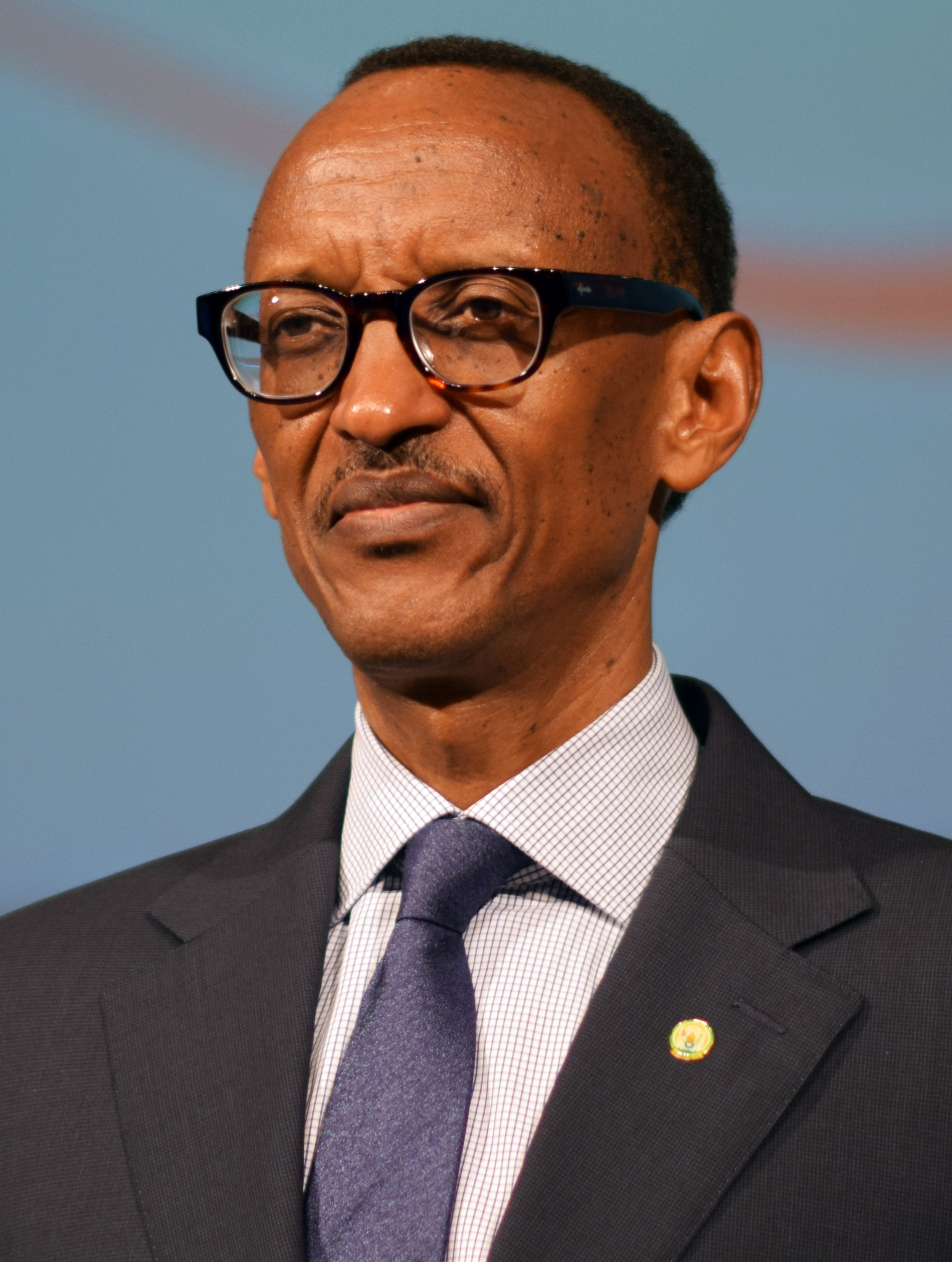
Union africaine Paul Kagame, président de la République du Rwanda Président de l'Union africaine
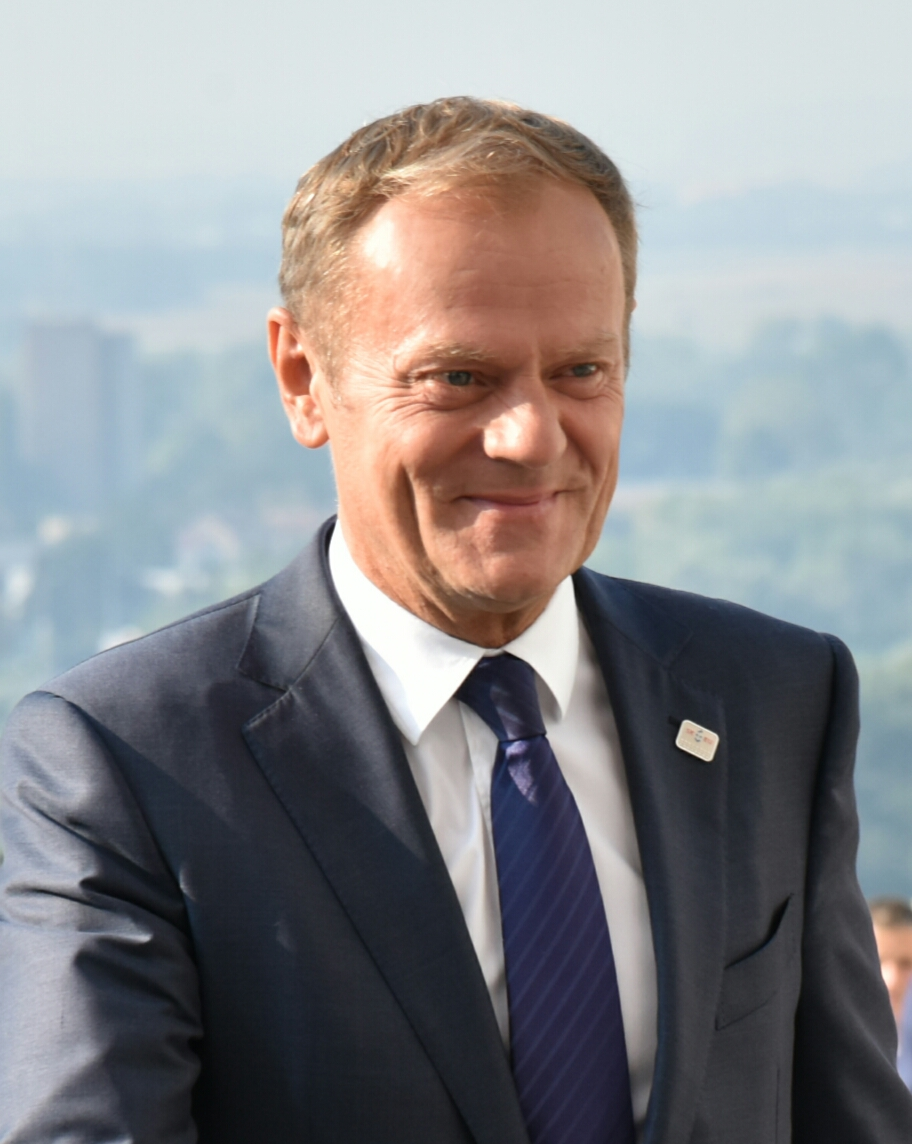
Union européenne Donald Tusk, président du Conseil européen
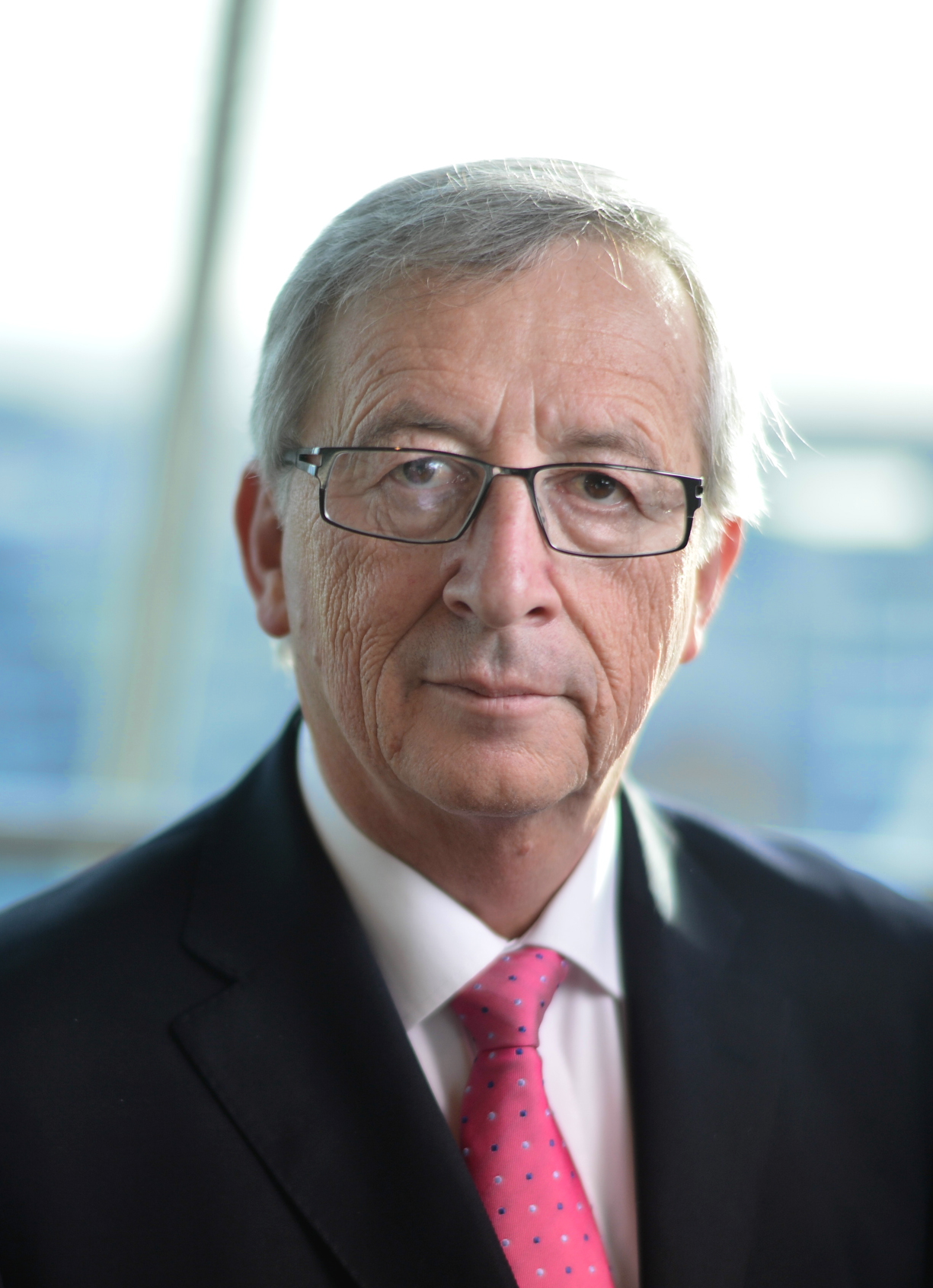
Union européenne Jean-Claude Juncker, président de la Commission européenne
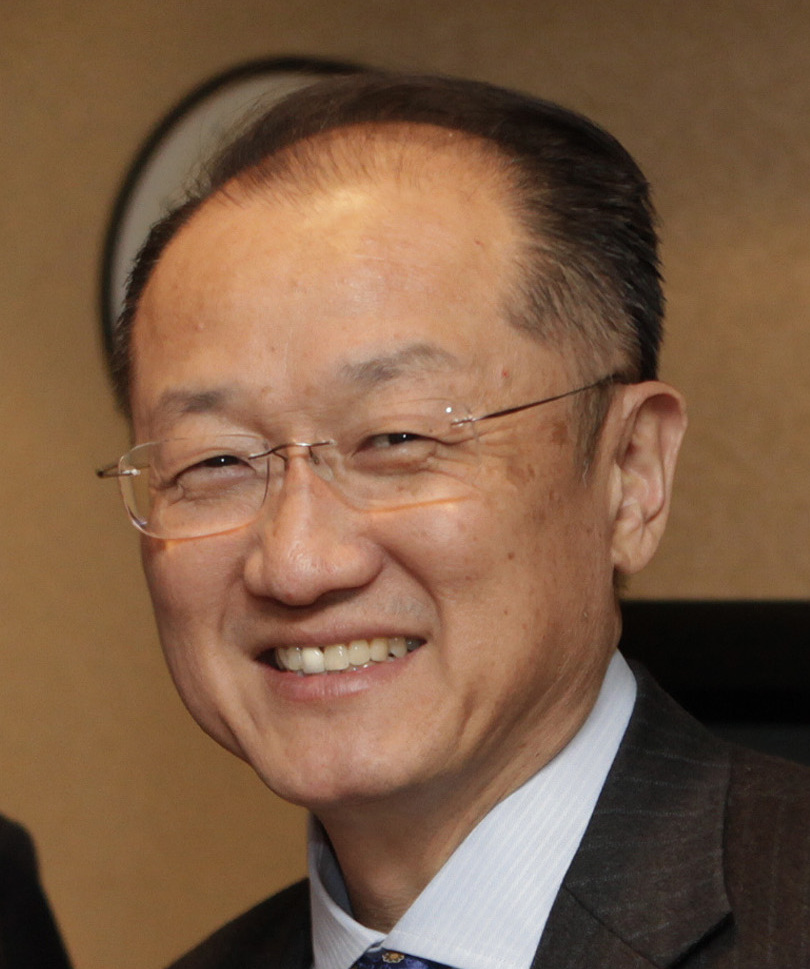
Banque mondiale Jim Yong Kim, président
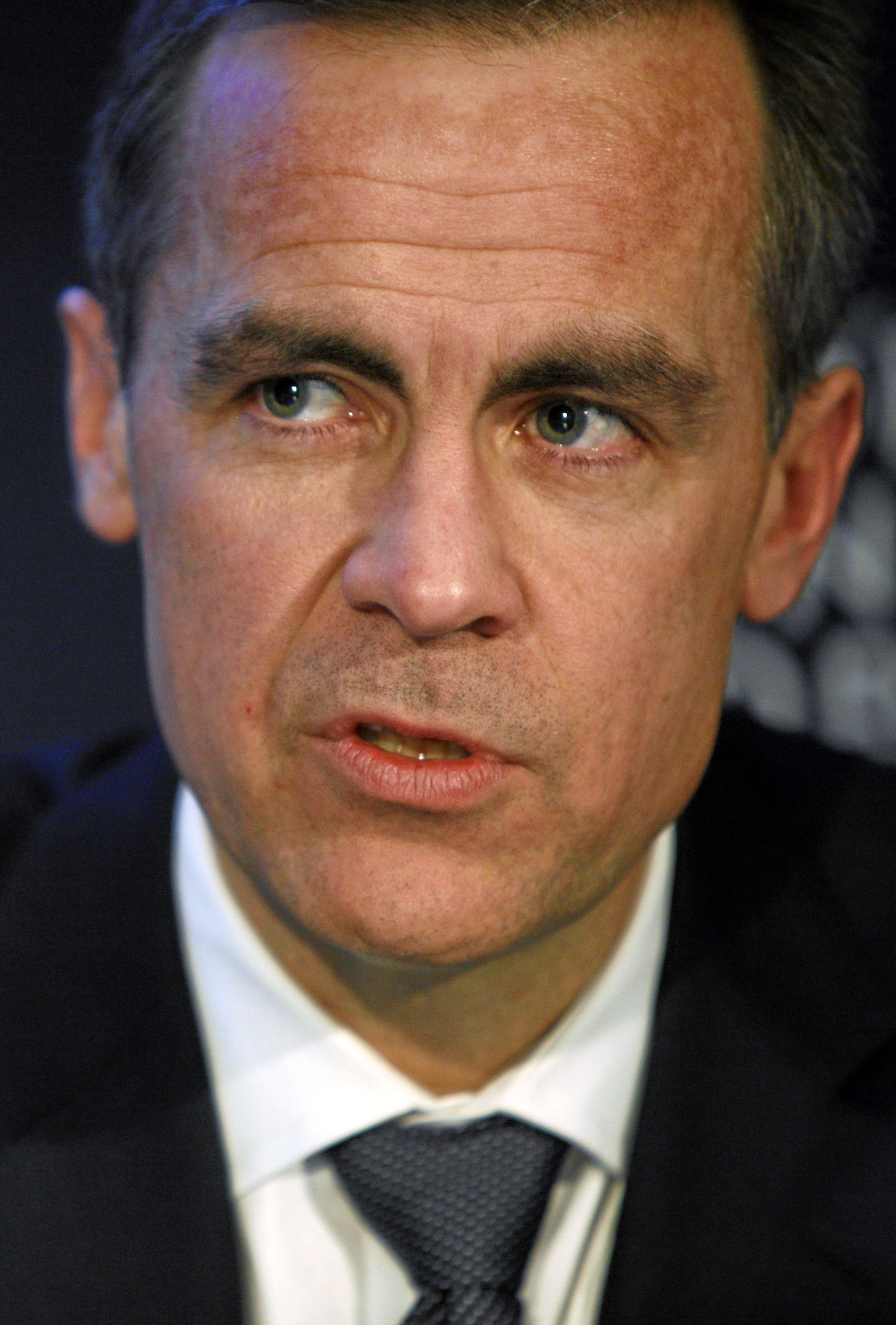
Conseil de stabilité financière Mark Carney, président
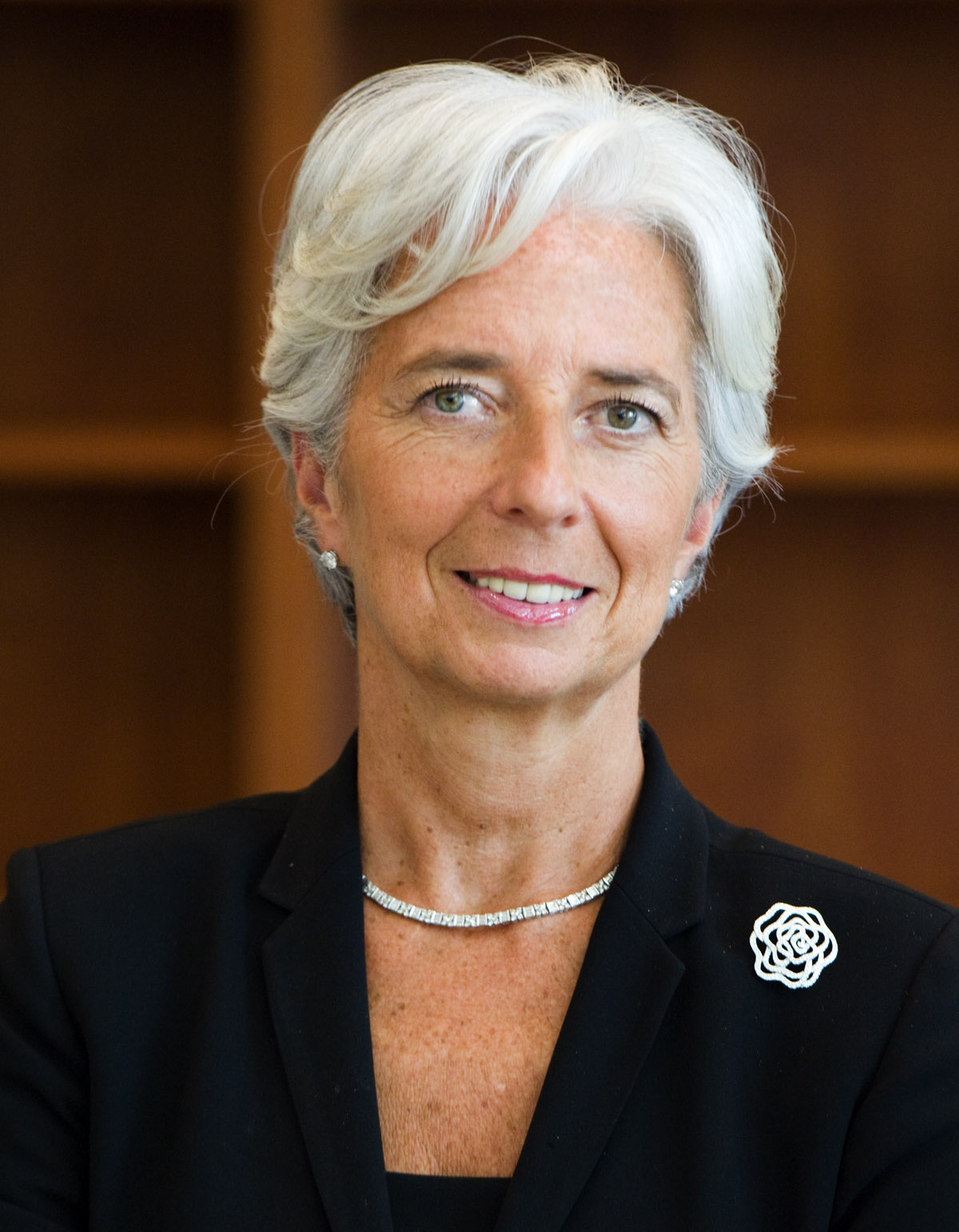
Fonds monétaire international Christine Lagarde, directrice générale
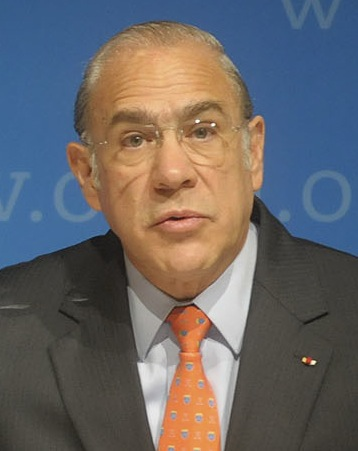
Organisation de coopération et de développement économiques José Ángel Gurría, secrétaire général
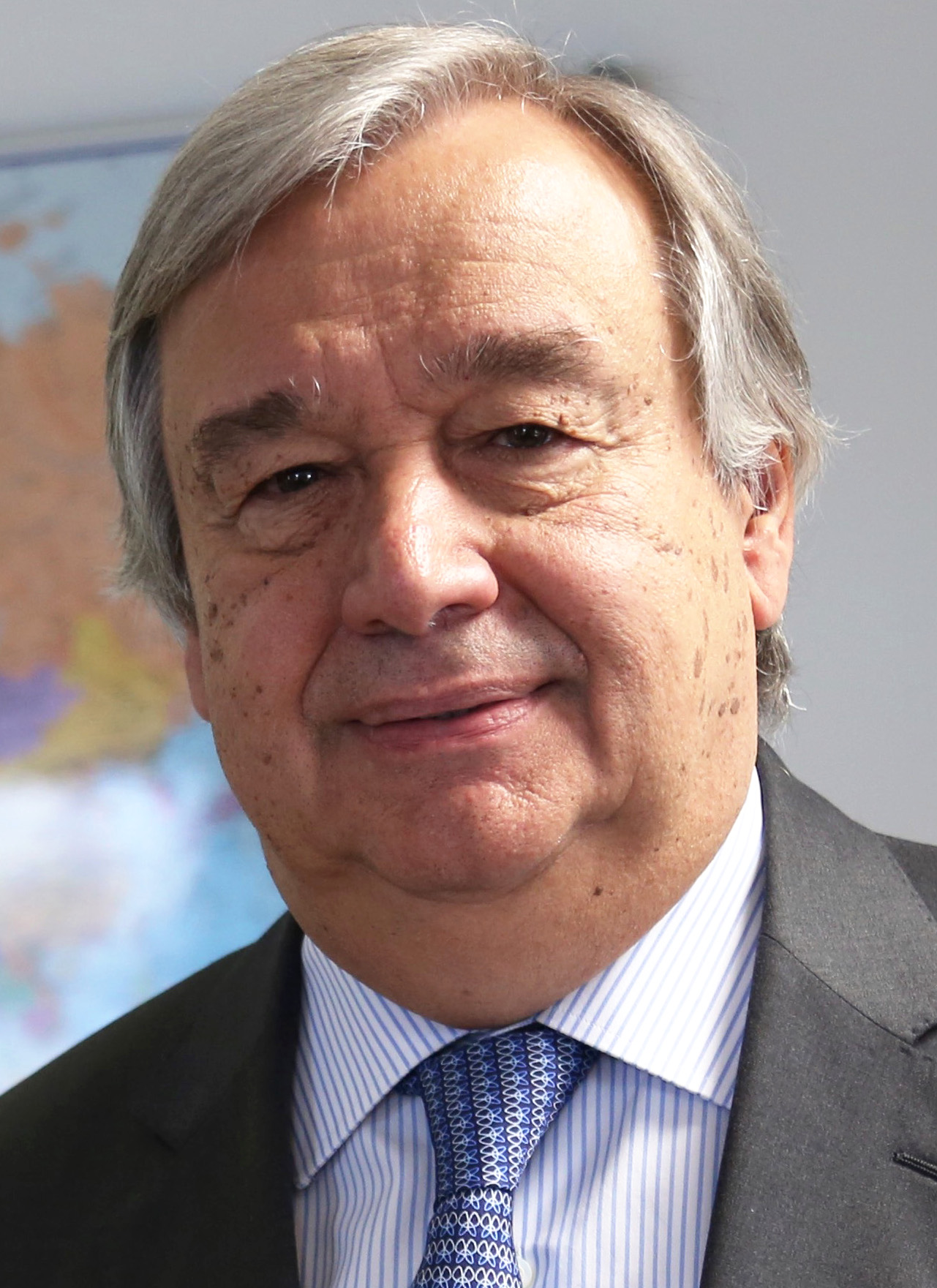
Organisation des Nations unies António Guterres, secrétaire général
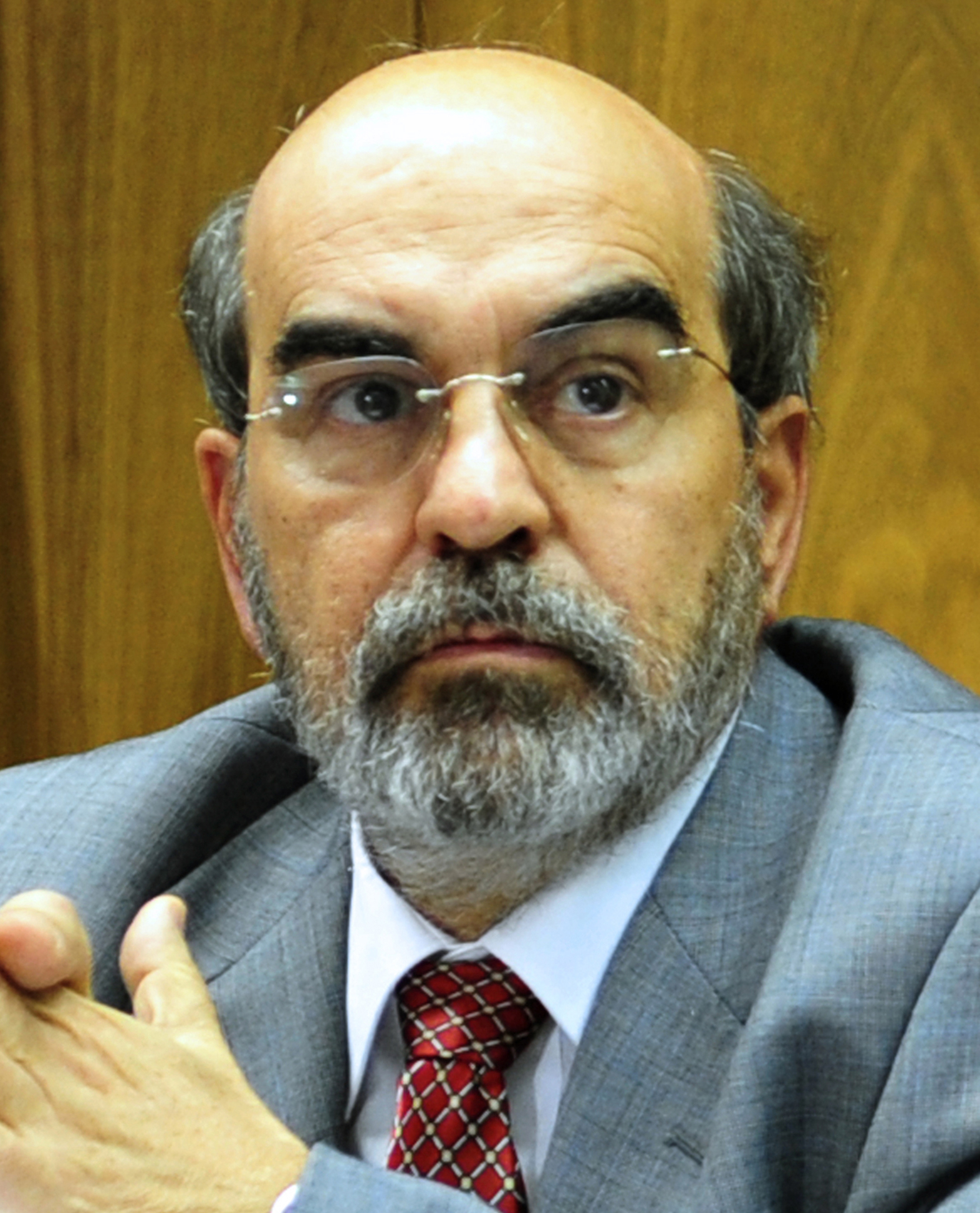
Organisation des Nations unies pour l'alimentation et l'agriculture José Graziano da Silva, directeur général
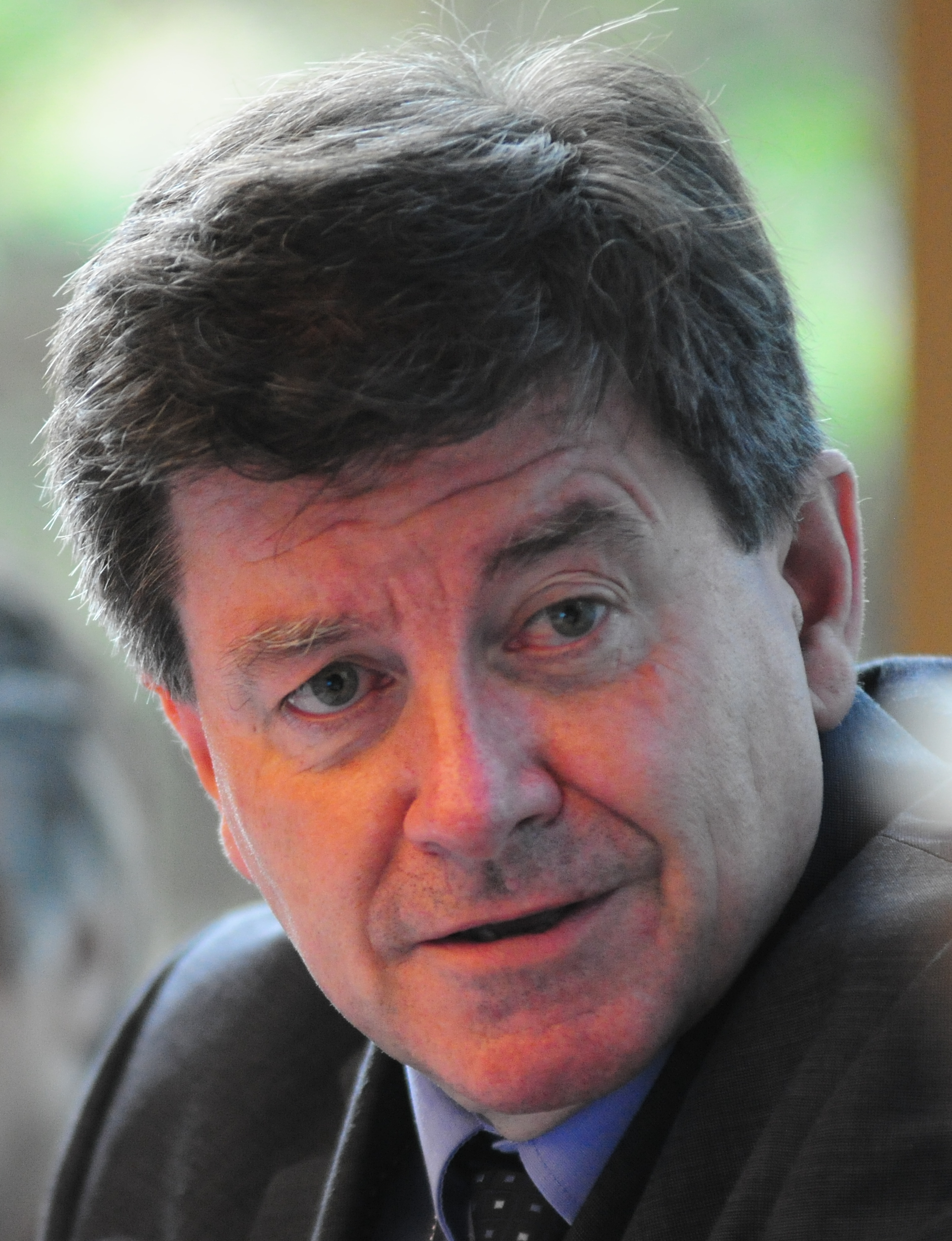
Organisation internationale du travail Guy Ryder, directeur général
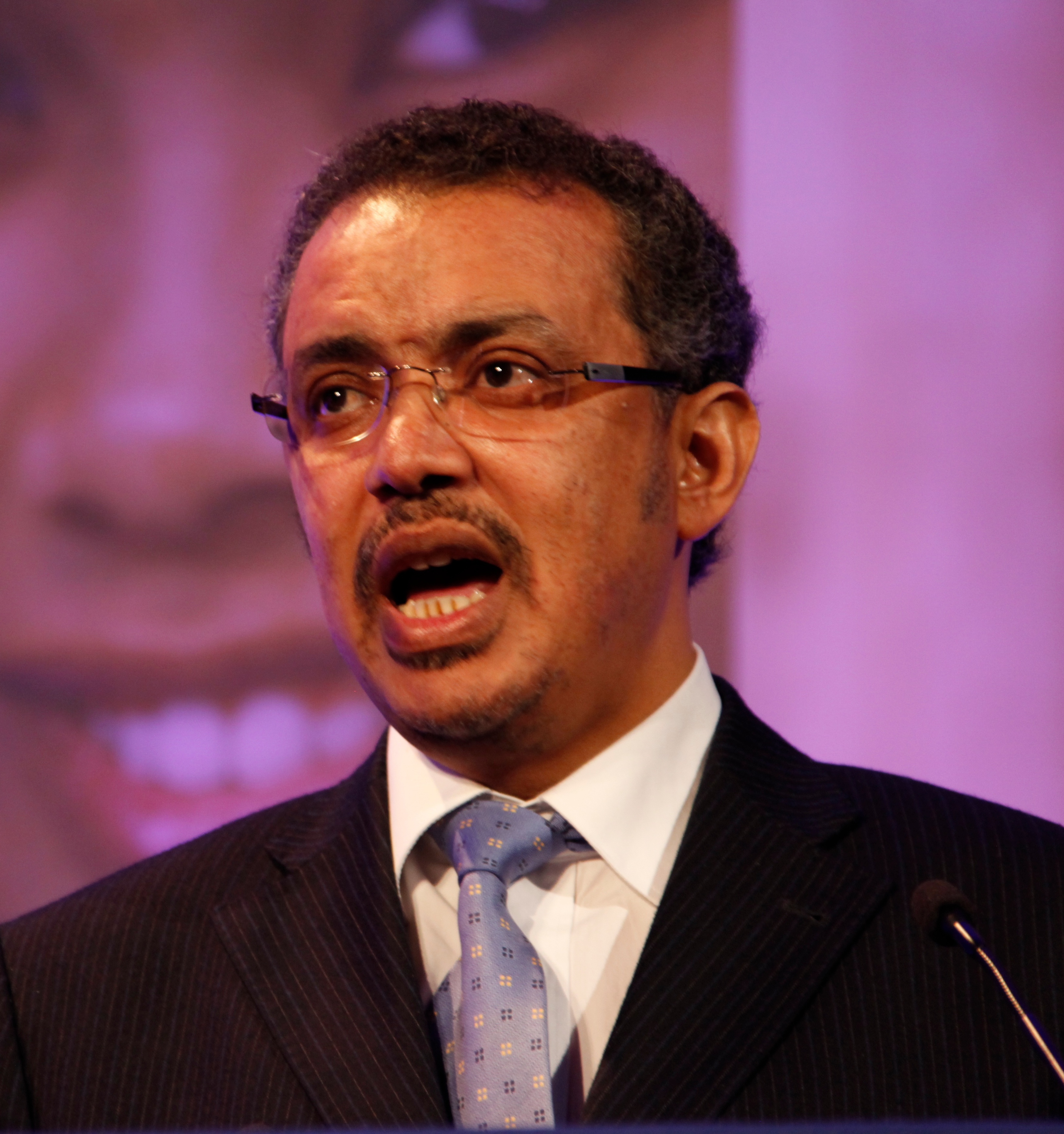
Organisation mondiale de la santé Tedros Adhanom Ghebreyesus, directeur général
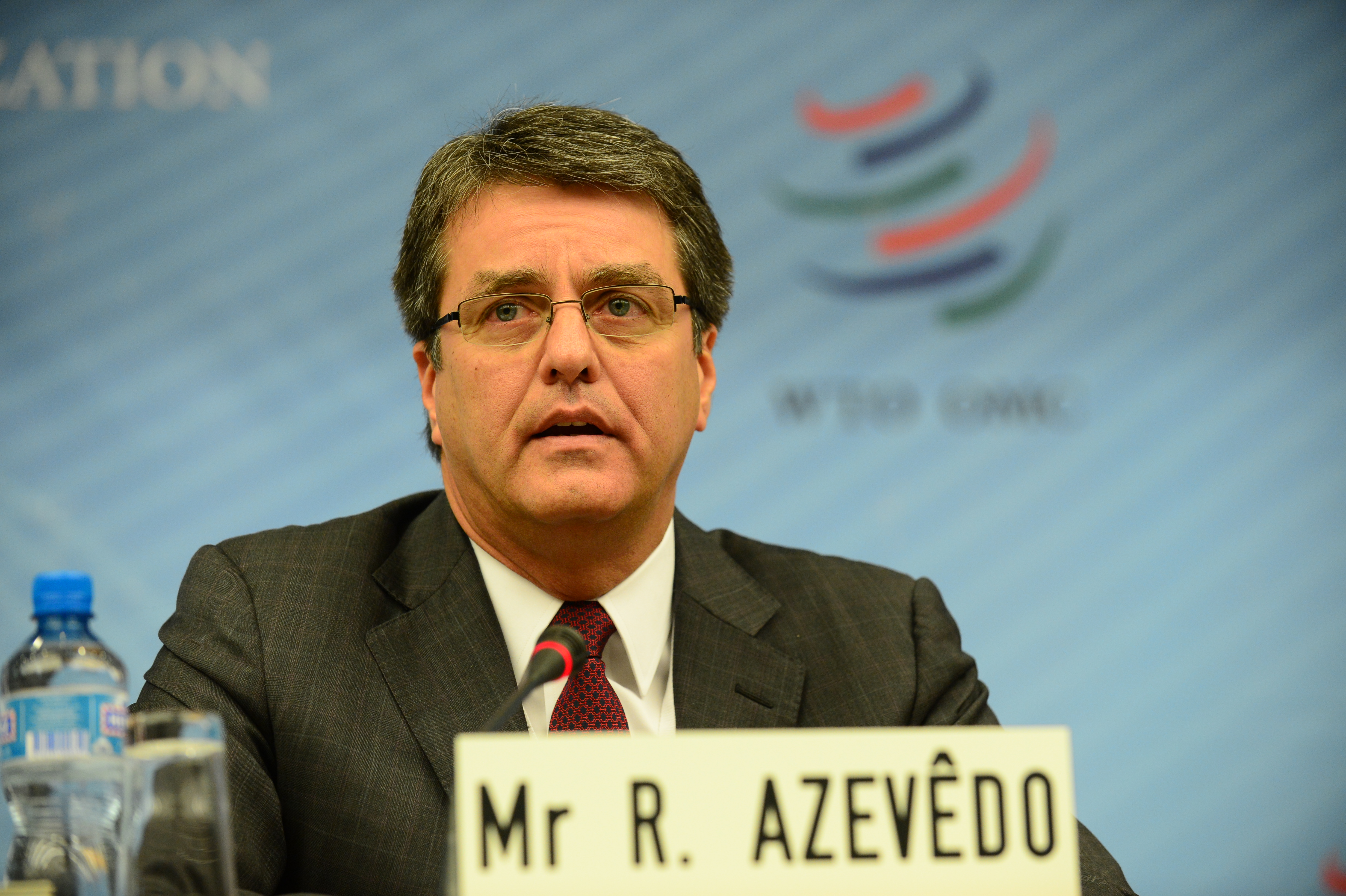
Organisation mondiale du commerce Roberto Azevêdo, directeur général

## Objets du sommet

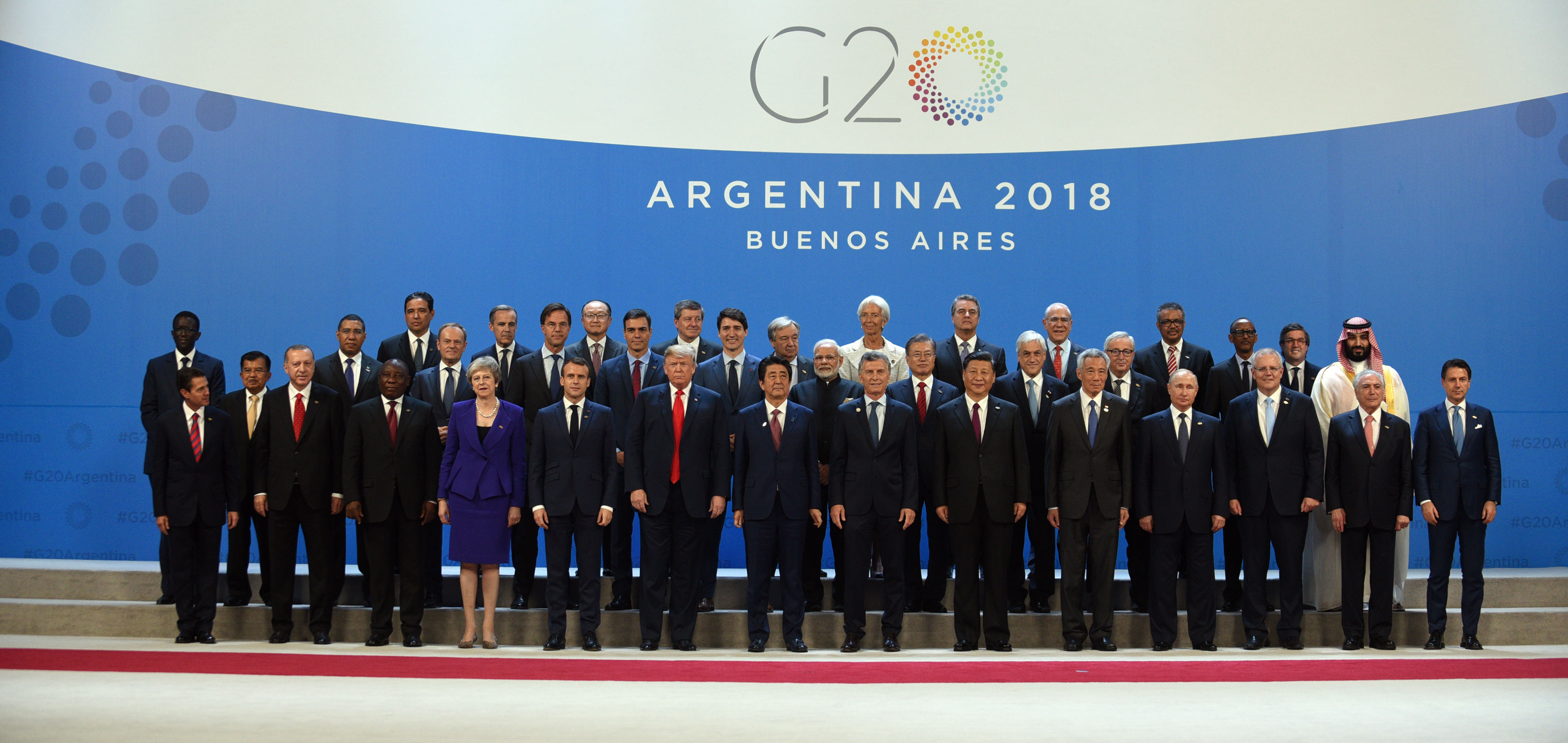
Photographie de groupe du sommet.

## Sécurité

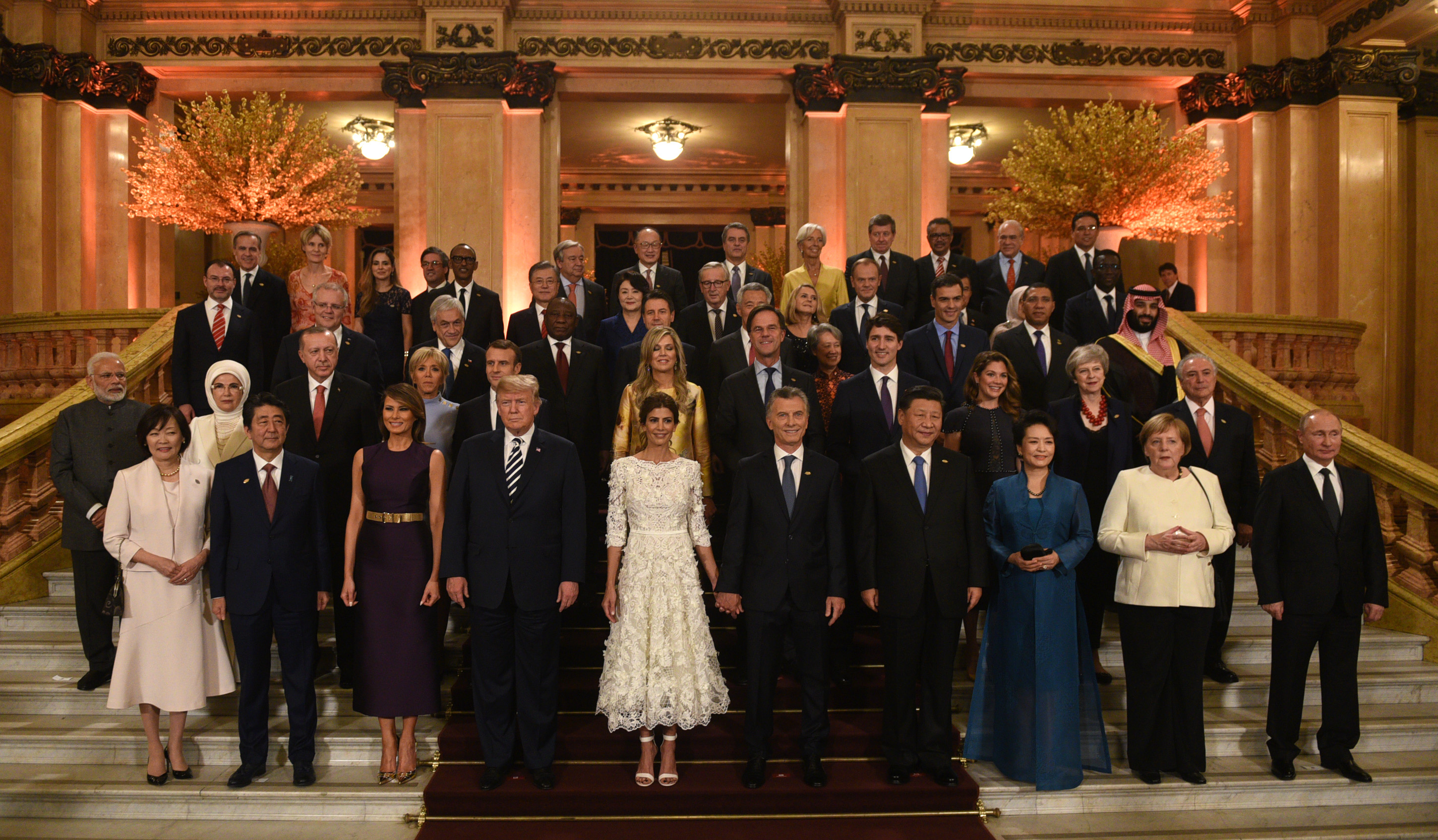
La traditionnelle "photo de famille" du G20.

Alors que les Lockheed Martin A-4AR Fightinghawk auraient dû être retirés en 2018 selon des prévisions de 2016, et que quatre sont opérationnels en mars 2018, la Force aérienne argentine cherche à les maintenir en état pour la sécurité du sommet du G20.